# Вікон
Вікон (нім. Wikon) — громада  в Швейцарії в кантоні Люцерн, виборчий округ Віллізау.

## Географія
Громада розташована на відстані близько 55 км на північний схід від Берна, 35 км на північний захід від Люцерна.
Вікон має площу 8,3 км², з яких на 9,7% дозволяється будівництво (житлове та будівництво доріг), 38,4% використовуються в сільськогосподарських цілях, 51,9% зайнято лісами, 0,1% не є продуктивними (річки, льодовики або гори).

## Демографія
2019 року в громаді мешкало 1520 осіб (+11,4% порівняно з 2010 роком), іноземців було 18,4%. Густота населення становила 184 осіб/км².
За віковим діапазоном населення розподілялося таким чином: 22,8% — особи молодші 20 років, 59,2% — особи у віці 20—64 років, 18% — особи у віці 65 років та старші. Було 620 помешкань (у середньому 2,4 особи в помешканні).
Із загальної кількості 889 працюючих 46 було зайнятих в первинному секторі, 551 — в обробній промисловості, 292 — в галузі послуг.